# Manneken-Pis de Broxeele
Pour les articles homonymes, voir Manneken-Pis (homonymie).

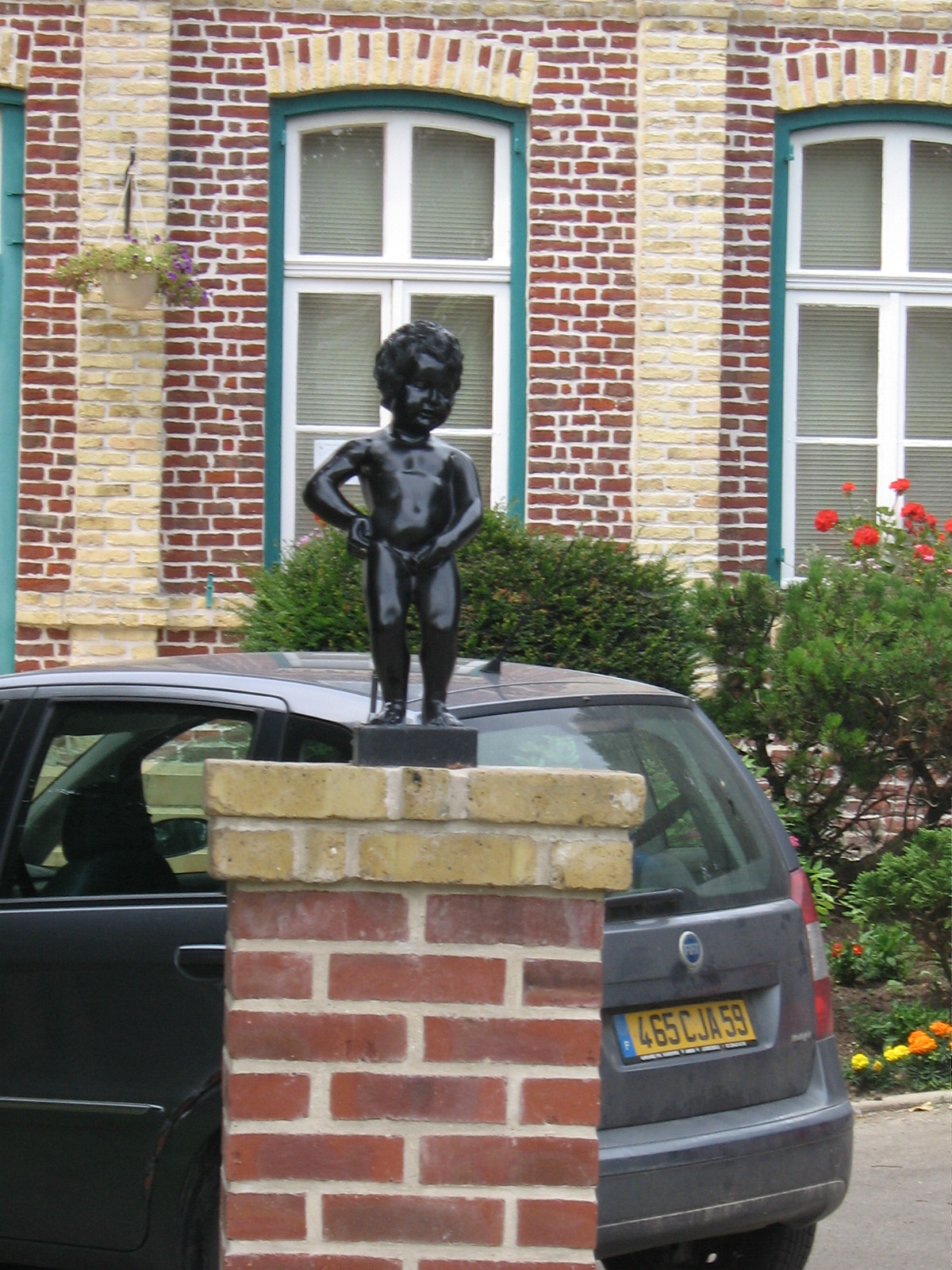
Manneken-Pis de Broxeele

Le Manneken-Pis de Broxeele est une copie officielle du Manneken-Pis de Bruxelles. 
Broxeele et Bruxelles ayant la même étymologie, la ville de Bruxelles et l'ordre des amis du Manneken-Pis décident en 1979 de faire don d'une réplique du Manneken-Pis à la commune française de Broxeele située dans le département du Nord, en région Hauts-de-France.
En 1980, il est placé sur une colonne de briques. L'installation s'accompagne de quelques festivités, pour lesquelles l'Ordre des Amis du Manneken-Pis fait le déplacement depuis Bruxelles. 
En 2011, la statue est remplacée et déplacée devant la mairie.
Elle possède un costume de paysan.